# George E. Chamberlain
George E. Chamberlain (Natchez, 1854. január 1. – Washington, 1928. július 9.) az Amerikai Egyesült Államok szenátora (Oregon, 1909–1921).